# Паланка (Джурджу)
Паланка (рум. Palanca) — село у повіті Джурджу в Румунії. Входить до складу комуни Флорешть-Стоєнешть.
Село розташоване на відстані 29 км на захід від Бухареста, 66 км на північ від Джурджу, 131 км на південь від Брашова.

## Населення
За даними перепису населення 2002 року у селі проживали 2712 осіб, з них 2711 осіб (> 99,9%) румунів. Усі жителі села рідною мовою назвали румунську.